# Rostvingad trädklättrare
Rostvingad trädklättrare (Dendrocincla anabatina) är en fågel i familjen ugnsfåglar inom ordningen tättingar.

## Utbredning och systematik
Rostvingad trädklättrare delas in i tre underarter:
- Dendrocincla anabatina anabatina – förekommer i sluttningen mot Karibiska havet från sydöstra Mexiko till nordöstra Nicaragua
- Dendrocincla anabatina typhla – förekommer i sydöstra Mexiko (Yucatánhalvön)
- Dendrocincla anabatina saturata – förekommer utmed Stillahavssluttningen i Costa Rica och västra Panama (västra Chiriquí)

## Status och hot
Arten har ett stort utbredningsområde, men tros minska i antal, dock inte tillräckligt kraftigt för att den ska betraktas som hotad. Internationella naturvårdsunionen IUCN listar arten som livskraftig (LC). Beståndet uppskattas till i storleksordningen 50 000 till en halv miljon vuxna individer.